# الشركة التركية للصناعات الجوية والفضائية
الشركة التركية لصناعات الفضاء (بالتركية: Türk Havacılık ve Uzay Sanayi A.Ş TUSAŞ)‏، ورمزها (تاي) أو (TAI)، هي المركز التقني لتصميم وتطوير وصناعة الأنظمة الفضائية في تركيا، كما تعنى بتحديث المنتجات وتقديم خدمات ما بعد البيع أيضاً.
تغطي معامل تصنيع شركة تاي ما مساحته 5 ملايين متر مربع في مدينة أنقرة، من ضمنها 150,000 متر مربع من المنشآت الصناعية المغطاة. تملك الشركة منشأة لتصنيع الطائرات، مجهزة بتقنيات ميكانيكية عالية الجودة لتوفر إمكانية تصنيع عالية لبناء القطع وتجميع الطائرات واختبارها.
بدءاً من عام 2010، وظفت الشركة ما يفوق 1500 مهندس، من ضمنهم 850 مهندس أبحاث وتطوير يعملون على مشاريع بحثية للقطاع العسكري.

## المشاريع
تقوم تاي بالتصنيع المصرح لطائرة إف-16 فايتنغ فالكون, وطائرة المراقبة والنقل سي إن-235, وطائرات التدريب إرماتشي إس إف 260، وطائرات البحث والإنقاذ كوگر إيه إس 532K ومروحيات البحث والإنقاذ العسكري. بالإضافة إلى تصميم وتطوير طائرات دون طيار، طائرات الأهداف دون طيار، والطائرات الزراعية.
العمل الأساسي لشركة تاي يتضمن التحديث والتعديل وبرامج ربط الأنظمة وخدمات ما بعد البيع للطائرات التجارية والحربية في داخل الحدود التركية وحلفاؤها.

## البرامج الرئيسية
- التحديثات الإلكترونية الحربية والتعديلات الهيكلية على مقاتلة إف-16 التابعة للقوات الجوية التركية.[1]
- تطوير عدد ساعات عمل طائرات إف-16 التابعة لسلاح الجو الملكي الأردني، وإصلاحها واستبدال قطعها.[2]
- تعديل على 41 طائرة إف-16 بلوك 15 تابعة للقوات الجوية الباكستانية لتكون من نوع بلوك 50.[3]
- تعديل على طائرة المتابعة إس-2إي الخاصة بالدوريات البحرية لتكون طائرة مقاتلة.
- تصميم وتطوير وإنتاج طائرات تاي العنقاء دون طيار للقوات الجوية التركية.[4]
- تعديلات على طائرة سي إن-235 ومروحية بلاك هوك للقوات التركية الخاصة.
- التعديل على طائرة سي إن-235 لتخدم البحرية التركية وخفر السواحل.
- تعديل وتطوير مروحية يوروكوبتر إيه إس 532.[5]
- بناء المقصورة الزجاجية لمروحيات إس-70.[6]

تقوم تاي أيضاً بصناعة الهياكل الهوائية للأجنحة الثابتة والدوارة والطائرات العسكرية والتجارية للعملاء في أنحاء العالم. ترتبط تاي بعلاقات شراكة مختلفة مع أغستا وإلينيا إيرونوتيكا وإيرباص وبوينغ وكاسا ويوروكوبتر وشركة صناعات الفضاء الإسرائيلية ولوكهيد مارتن ونورثروب غرومان ومروحيات إم دي والعديد من شركات قطاع الصناعات الفضائية.
كما تقوم تاي أيضاً بتصنيع لوحات القطاع 18 من مقصورة الركاب لطائرة إيرباص إيه 320، ولوحات أجنحة بوينغ 737، والأبواب الخلفية وغطاء محرك مروحية يوروكوبتر إي سي 135، مقصورة الركاب لمروحية إم دي 902، والموازن الأفقي ومرشد الذيل وحامل مروحة الذيل لمروحيتي إس-70 وإس إتش-60. والموازن الأفقي لمروحية إس-76 ومقصورة الركاب لمروحية أيه دبليو 139 التابعتين لشركة أگوستا.

## المنتجات

### طائرات دون طيار
- تاي العنقاء-أ ورمزها (TIHA-A) وقد أنتجت في عام 2013. طائرة دون طيار متوسطة الارتفاع طويلة التحمل وتستخدم للأغراض الإستخباراتية، والمراقبة، واكتساب الأهداف، والاستطلاع.
- تاي العنقاء-ب ورمزها (TIHA-B) وقد أنتجت في عام 2013. مركبة قتال جوي بدون طيار متوسطة الارتفاع طويلة التحمل.
- تاي بايكوش من إنتاج عام 2003. طائرة مراقبة تكتيكية بدون طيار.
- تاي گوزچه أنتجت عام 2007، طيارة تكتيكية قصيرة المدى دون طيار تستخدم لأغراض استخباراتية، والمراقبة، واكتساب الهدف، والاستطلاع.
- تاي كيكليك (2001), طائرة هدف دون طيار تستخدم في تمارين المتابعة دون إطلاق نار.
- تاي مارته (2003), طائرة مراقبة دون طيار.
- تاي ؤنچه (2009), طائرة صغيرة تستخدم في التجارب والاختبارات.
- تاي پيلوكان ورمزها (IHA-X2), طيارة تكتيكية دون طيار تستخدم لأغراض استخباراتية، والمراقبة، واكتساب الهدف، والاستطلاع.
- تاي شاهد ورمزها (IHA-X1), وهي نموذج لطائرة تكتيكية دون طيار.
- تاي شيمشيك، طائرة هدف دون طيار عالية السرعة.
- تاي سيفريسنك فيتول, مركبة قتال جوي بدون طيار للاستطلاع والمراقبة، وترمز كلمة (فيتول) (VTOL) إلى أنها طائرة إقلاع وهبوط عمودي
- تاي تورنا (2001), طائرة هدف دون طيار تستخدم في تمارين المتابعة وإطلاق نار.

### طائرات
- تاي هركوش، طائرة بكرسيين ذات محرك أحادي توربيني، تستخدم في التمارين والهجوم الأرضي
- تاي تي إف - إكس من مقاتلات الجيل الخامس

### مروحيات
- تي-129 مروحية تم تصنعيها من قبل تاي بالتعاون مع أغستاوستلاند

### أقمار صناعية
- گوكترك-1، قمر صناعي لرصد الأرض
- گوكترك-2 (2012), قمر صناعي لرصد الأرض

تقوم تاي بتشغيل المركز التركي لتجميع وربط واختبار الأقمار الصناعية